# Heliotropium transalpinum
Heliotropium transalpinum är en strävbladig växtart som beskrevs av Vell. Heliotropium transalpinum ingår i Heliotropsläktet som ingår i familjen strävbladiga växter. Utöver nominatformen finns också underarten H. t. arcanum.